# تنچو
تنچو (به ژاپنی: 天長 Tenchō) نام عصر ژاپنی (نِنگُو) بود. این عصر بعد از کونین و قبل از جووا قرار داشت و از ژانویه ۸۲۴ تا ژانویه ۸۳۴ میلادی به طول انجامید. در طی این عصر امپراتور جونا و امپراتور نیمیو حکمران ژاپن بودند.